# 케리 케니실버
케리 케니실버(영어: Kerri Kenney-Silver, 1970년 1월 20일~)은 미국의 배우, 코미디언, 가수 및 작가이다.

## 출연 작품

### 영화
- 2009년 올 어바웃 스티브 - 핸콕 역